# Andorinhão-arborícola-de-bigodes
O andorinhão-arborícola-de-bigodes (Hemiprocne mystacea) é uma espécie de ave da família Hemiprocnidae.
Pode ser encontrada nos seguintes países: Indonésia, Papua-Nova Guiné e Ilhas Salomão.
Os seus habitats naturais são: florestas subtropicais ou tropicais húmidas de baixa altitude, florestas de mangal tropicais ou subtropicais e regiões subtropicais ou tropicais húmidas de alta altitude.